# Hanuš Schwaiger

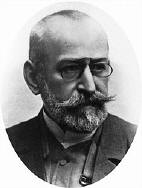
Hanuš Schwaiger

Hanuš Schwaiger, född 28 juni 1854 i Jindřichův Hradec, död 17 juni 1912 i Prag, var en tjeckisk målare. 
Schwaiger studerade i Prag, Brno och Wien, där han var elev av Hans Makart, och blev professor vid akademien i Prag. Han uppfattades som fantasifull och originell, men vann med tiden erkännande. Han utförde väggmålningar i kapell och palats, men arbetade med förkärlek i akvarell och även i teckning: Vederdöpare (med vimmel av medeltidstyper, karakteriserade med kärnfull och bred humor), Nöden, Rübezahls barn, bilder till bland annat Wilhelm Hauffs "Phantasien im Bremer Rathskeller" och Chaucerscener. En samling av hans arbeten i urval utkom 1898 i Wien.